# Frauen in der Politik
Diese Übersicht zu Frauen in der Politik sammelt bekannte Politikerinnen, die ein politisches Amt innehaben oder innehatten. In demokratisch organisierten Gesellschaften setzt dies das passive Wahlrecht voraus (vergleiche Frauenwahlrecht).
Zur politischen Beteiligung und Teilhabe von Frauen (empowerment) gibt es zwei weltweite Indizes (Kennzahlen):
1. Das Entwicklungsprogramm der Vereinten Nationen (UNDP) berechnet den Gender Inequality Index (GII) zur „geschlechtsspezifischen Ungleichheit“, bei dem einer der fünf Indikatoren den Anteil an weiblichen Parlamentssitzen betrifft (siehe Liste mit 193 Ländern).
2. Das Weltwirtschaftsforum berechnet jährlich den Global Gender Gap Index (GGGI) zum Gender-Gap bei der Gleichstellung der Geschlechter, bei dem drei Indikatoren political empowerment bemessen: die Anteile der Parlamentarierinnen und der Ministerinnen und die Amtsjahre von Staatschefinnen in den letzten 50 Jahren.

Die folgende Kurzliste vergleicht die drei D-A-CH-Länder mit dem 2018 führenden Land Ruanda und dem Weltdurchschnitt (ø) sowie den Einzelergebnissen des GGGI 2020:
| Land        | Parlamentssitze (GII 2018) | Parlamentssitze (GII 2018) | Parlamentssitze (GII 2018) | Parlamentssitze (GII 2018) | Parlamentssitze (GII 2018) |        | Politische Teilhabe (GGGI 2020) | Politische Teilhabe (GGGI 2020) | Politische Teilhabe (GGGI 2020) | Politische Teilhabe (GGGI 2020) | Politische Teilhabe (GGGI 2020) |
| Land        | 👩 %                       | # (+/−)                    | 2017                       | 2010                       | 1995                       | 👩 %   | Ministerin                      | Chefin                          | P-Index                         | #                               |                                 |
| ----------- | -------------------------- | -------------------------- | -------------------------- | -------------------------- | -------------------------- | ------ | ------------------------------- | ------------------------------- | ------------------------------- | ------------------------------- | ------------------------------- |
| Ruanda      | 55,7 %                     | 1 (0)                      | 55,7 %                     | 50,9 %                     | 17,1 %                     |        | 61,3 %                          | 51,9 %                          | 0,7 Jahre                       | 0,563                           | 4                               |
| Österreich  | 34,8 %                     | 29 (+2)                    | 33,6 %                     | 28,3 %                     | 24,7 %                     | 37,2 % | 38,5 %                          | 0,6 Jahre                       | 0,344                           | 30                              |                                 |
| Deutschland | 31,5 %                     | 42 (−4)                    | 31,5 %                     | 31,7 %                     | 25,5 %                     | 30,9 % | 40,0 %                          | 14,1 Jahre                      | 0,477                           | 12                              |                                 |
| Schweiz     | 29,3 %                     | 51 (−5)                    | 29,3 %                     | 27,6 %                     | 20,3 %                     | 32,5 % | 42,9 %                          | 7,0 Jahre                       | 0,407                           | 19                              |                                 |
| weltweit ø  | 22,1 %                     | 92 (−7)                    | 21,4 %                     | 17,9 %                     | 10,6 %                     | 23,0 % | 20,1 %                          | 8,0 Jahre                       | 0,239                           | 53                              |                                 |

## Deutschland

### Überblick ab 1918

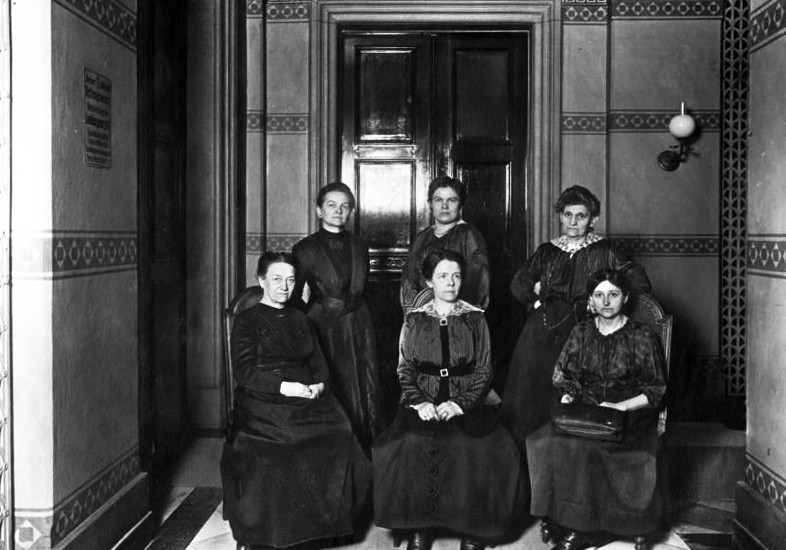
Weibliche Stadtverordnete in Berlin, 1919: Martha Hoppe, Helene Schmitz, Martha Wygodzinski, Martha Shiroa, Liesbeth Riedger, Anna Kulicke

Nach Ende des Ersten Weltkrieges wurde im November 1918 vom Rat der Volksbeauftragten beschlossen, erstmals Frauen das aktive und passive Wahlrecht zu verleihen. Wahlberechtigt waren nach der Verordnung alle deutschen Frauen, die am Wahltag das 20. Lebensjahr vollendet hatten. Am 19. Januar 1919 wurde die Weimarer Nationalversammlung in allgemeinen Wahlen gewählt, darunter erstmals ein Frauenanteil von 8,7 % (37 von 421 Sitzen). In den folgenden sechs Wahlperioden pendelte sich der Anteil um etwa 6 % ein (siehe auch Liste der Frauen in den Landtagen der Weimarer Republik). Nach der Reichstagswahl März 1933, die auf die Machtergreifung der Nationalsozialisten folgte, sank der Frauenanteil auf nicht ganz 4 %. Noch vor der ersten Sitzung wurde die KPD zerschlagen, im Juni die SPD verboten und die restlichen Parteien lösten sich mehr oder weniger selbst auf. Im Juli wurde dann das Gesetz gegen die Neubildung von Parteien verkündet. Somit gab es zur Reichstagswahl November 1933 nur noch die Einheitsliste der NSDAP. Und diese hatte schon am 21. Januar 1921 beschlossen, dass Frauen weder Mitglieder der Parteiführung noch eines leitenden Ausschusses werden können. Damit hatten die Frauen indirekt bis 1945 das passive Wahlrecht verloren, was sich vor allem in einer radikalen Re-Maskulinisierung der Politik auswirkte (siehe Frauen im Nationalsozialismus).
Nach dem Zweiten Weltkrieg musste Deutschland politisch neu aufgebaut werden. 1948 wurde der Parlamentarische Rat einberufen, um eine neue Verfassung auszuarbeiten. Unter den 65 Abgeordneten waren 4 Frauen, die sogenannten Mütter des Grundgesetzes: Friederike Nadig (SPD), Elisabeth Selbert (SPD), Helene Weber (CDU) und Helene Wessel (Zentrum). Auf Kommunalebene war Luise Albertz (SPD) in Oberhausen mit Amtszeiten von 1946 bis 1948 und von 1956 bis 1979 die erste Oberbürgermeisterin einer deutschen Großstadt.
Minna Faßhauer war vom 10. November 1918 bis zum 22. Februar 1919 in der „Sozialistischen Republik Braunschweig“ Volkskommissarin für Volksbildung und gilt damit als erste deutsche Ministerin. 1953 wurde Hilde Benjamin Justizministerin der Deutschen Demokratischen Republik. 1961 wurde Elisabeth Schwarzhaupt (CDU) die erste Bundesministerin in der Bundesrepublik Deutschland.
Wie die Politikerin Liselotte Funcke in einem Interview mit der taz berichtete, wurde es in Deutschland in „konservativen Kreisen“ noch bis in die 1960er-Jahre hinein als „anstößig“ empfunden, dass sich Frauen auf Wahlplakaten abbilden ließen und sich „zur Schau stellten“.
1972 wurde Annemarie Renger die erste Präsidentin des Deutschen Bundestages. Dieses Amt übte sie bis 1976 aus und war anschließend für vier weitere Wahlperioden (bis 1990) eine der stellvertretenden Bundestagspräsidenten. Von 1988 bis 1998 hatte mit Rita Süssmuth erneut eine Frau das formell zweithöchste Staatsamt in der Bundesrepublik inne. 1990 war Sabine Bergmann-Pohl in ihrer Eigenschaft als Volkskammerpräsidentin letztes Staatsoberhaupt der DDR. Seit Oktober 2021 ist Bärbel Bas (SPD) Bundestagspräsidentin im Deutschen Bundestag.
Von 1993 bis 2005 regierte mit Heide Simonis (SPD) zum ersten Mal eine Frau als Ministerpräsidentin in einem Land der Bundesrepublik Deutschland. Nach der Amtszeit Simonis’ wurde erst 2009 mit Christine Lieberknecht (CDU) eine zweite deutsche Ministerpräsidentin gewählt.
Mit Angela Merkel (CDU) wurde am 22. November 2005 zum ersten Mal eine Frau „Regierungschef“ eines deutschen Gesamtstaates – die weibliche Bezeichnung „Bundeskanzlerin“ war noch nicht bekannt. Durch die Wahl Hannelore Krafts (SPD) zur Ministerpräsidentin Nordrhein-Westfalens wurde sie turnusgemäß am 1. November 2010 die erste Präsidentin des deutschen Bundesrates. Eine Bundespräsidentin gab es bisher noch nicht.

### Frauenanteile in deutschen Parteien
Ende 2018 hatten die im Bundestag vertretenen politischen Parteien mehr als 1,2 Mio. Mitglieder (siehe Mitgliederentwicklungen) mit Frauenanteilen zwischen 40 % bei Bündnis 90/Die Grünen und 17 % bei der AfD. Außer Linke und FDP haben die Parteien im Jahr 2018 ihren bisher höchsten Frauenanteil – die FDP hatte 25 % weibliche Mitglieder im Jahr 1996, die Linken hatte den absoluten Spitzenwert von 46 % Frauen in den Jahren 1997 und 1998:
| Jahr | Alle      | Grüne  | Linke  | SPD     | CDU     | FDP    | CSU     | AfD    |
| ---- | --------- | ------ | ------ | ------- | ------- | ------ | ------- | ------ |
| 2018 | 1.225.800 | 75.311 | 62.016 | 437.754 | 414.905 | 63.912 | 138.354 | 33.516 |

| 👩 Frauenanteile der Parteimitglieder (jeweils zum Jahresende) | 👩 Frauenanteile der Parteimitglieder (jeweils zum Jahresende) | 👩 Frauenanteile der Parteimitglieder (jeweils zum Jahresende) | 👩 Frauenanteile der Parteimitglieder (jeweils zum Jahresende) | 👩 Frauenanteile der Parteimitglieder (jeweils zum Jahresende) | 👩 Frauenanteile der Parteimitglieder (jeweils zum Jahresende) | 👩 Frauenanteile der Parteimitglieder (jeweils zum Jahresende) | 👩 Frauenanteile der Parteimitglieder (jeweils zum Jahresende) |
| Jahr                                                           | 0Grüne                                                         | 0Linke                                                         | SPD                                                            | CDU                                                            | FDP                                                            | CSU                                                            | AfD                                                            |
| -------------------------------------------------------------- | -------------------------------------------------------------- | -------------------------------------------------------------- | -------------------------------------------------------------- | -------------------------------------------------------------- | -------------------------------------------------------------- | -------------------------------------------------------------- | -------------------------------------------------------------- |
| 2018                                                           | 40,5 %                                                         | 36,4 %                                                         | 32,6 %                                                         | 26,3 %                                                         | 23,7 %                                                         | 20,7 %                                                         | 17,1 %                                                         |
| 2017                                                           | 39,8 %                                                         | 36,5 %                                                         | 32,5 %                                                         | 26,2 %                                                         | 21,9 %                                                         | 20,5 %                                                         | 17,0 %                                                         |
| 2016                                                           | 39,0 %                                                         | 36,9 %                                                         | 32,2 %                                                         | 26,1 %                                                         | 22,6 %                                                         | 20,3 %                                                         | 16,0 %                                                         |
| 2015                                                           | 38,6 %                                                         | 37,2 %                                                         | 32,0 %                                                         | 25,9 %                                                         | 22,8 %                                                         | 20,1 %                                                         | 16,0 %                                                         |
| 2014                                                           | 38,5 %                                                         | 37,5 %                                                         | 31,8 %                                                         | 25,8 %                                                         | 23,0 %                                                         | 20,0 %                                                         |                                                                |
| 2013                                                           | 38,2 %                                                         | 37,3 %                                                         | 31,6 %                                                         | 25,7 %                                                         | 23,0 %                                                         | 19,9 %                                                         | 15,4 %                                                         |
| 2012                                                           | 37,8 %                                                         | 37,7 %                                                         | 31,5 %                                                         | 25,6 %                                                         | 23,0 %                                                         | 19,5 %                                                         |                                                                |
| 2011                                                           | 37,3 %                                                         | 37,3 %                                                         | 31,3 %                                                         | 25,6 %                                                         | 23,0 %                                                         | 19,3 %                                                         |                                                                |
| 2010                                                           | 37,1 %                                                         | 37,3 %                                                         | 31,3 %                                                         | 25,6 %                                                         | 22,8 %                                                         | 19,1 %                                                         |                                                                |
| 2009                                                           | 37,4 %                                                         | 37,2 %                                                         | 31,2 %                                                         | 25,5 %                                                         | 22,6 %                                                         | 18,9 %                                                         |                                                                |
| 2008                                                           | 37,4 %                                                         | 37,6 %                                                         | 31,1 %                                                         | 25,5 %                                                         | 22,8 %                                                         | 18,9 %                                                         |                                                                |
| 2007                                                           | 37,4 %                                                         | 39,1 %                                                         | 30,9 %                                                         | 25,4 %                                                         | 22,8 %                                                         | 18,8 %                                                         |                                                                |
| 2006                                                           | 37,1 %                                                         | 44,4 %                                                         | 30,7 %                                                         | 25,3 %                                                         | 23,0 %                                                         | 18,4 %                                                         |                                                                |
| 2005                                                           | 37,1 %                                                         | 44,9 %                                                         | 30,4 %                                                         | 25,3 %                                                         | 23,2 %                                                         | 18,2 %                                                         |                                                                |
| 2004                                                           | 37,0 %                                                         | 45,8 %                                                         | 30,2 %                                                         | 25,2 %                                                         | 23,4 %                                                         | 17,9 %                                                         |                                                                |
| 2003                                                           | 37,0 %                                                         | 45,2 %                                                         | 29,9 %                                                         | 25,2 %                                                         | 23,4 %                                                         | 17,9 %                                                         |                                                                |
| 2002                                                           | 37,2 %                                                         | 45,8 %                                                         | 29,7 %                                                         | 25,1 %                                                         | 23,6 %                                                         | 17,7 %                                                         |                                                                |
| 2001                                                           | 37,4 %                                                         | 45,7 %                                                         | 29,5 %                                                         | 25,2 %                                                         | 24,2 %                                                         | 17,6 %                                                         |                                                                |
| 2000                                                           |                                                                | 45,6 %                                                         | 29,4 %                                                         | 25,2 %                                                         | 24,4 %                                                         | 17,4 %                                                         |                                                                |
| 1999                                                           | 36,2 %                                                         | 45,3 %                                                         | 29,1 %                                                         | 25,1 %                                                         | 24,6 %                                                         |                                                                |                                                                |
| 1998                                                           | 35,9 %                                                         | 46,0 %                                                         | 28,9 %                                                         | 25,0 %                                                         | 24,8 %                                                         |                                                                |                                                                |
| 1997                                                           |                                                                | 46,1 %                                                         | 28,7 %                                                         | 24,9 %                                                         | 24,8 %                                                         | 16,7 %                                                         |                                                                |
| 1996                                                           |                                                                |                                                                | 28,5 %                                                         | 24,9 %                                                         | 25,0 %                                                         |                                                                |                                                                |
| 1995                                                           |                                                                |                                                                | 28,3 %                                                         | 24,9 %                                                         |                                                                |                                                                |                                                                |
| 1994                                                           |                                                                | 45,4 %                                                         | 28,0 %                                                         | 24,9 %                                                         |                                                                | 15,8 %                                                         |                                                                |
| 1993                                                           |                                                                |                                                                | 27,9 %                                                         | 25,0 %                                                         |                                                                | 15,7 %                                                         |                                                                |
| 1992                                                           |                                                                |                                                                | 27,6 %                                                         | 25,2 %                                                         |                                                                | 15,6 %                                                         |                                                                |
| 1991                                                           |                                                                | 43,9 %                                                         | 27,4 %                                                         | 25,6 %                                                         |                                                                | 15,4 %                                                         |                                                                |
| 1990                                                           |                                                                |                                                                | 27,3 %                                                         |                                                                |                                                                | 15,3 %                                                         |                                                                |
| Jahr                                                           | Grüne                                                          | Linke                                                          | SPD                                                            | CDU                                                            | FDP                                                            | CSU                                                            | AfD                                                            |

#### CDU/CSU
1995 wurde auf dem 7. Bundesparteitag der CDU ein Frauenquorum vorgeschlagen, aber abgelehnt. Im Folgejahr wurde erneut abgestimmt, wobei eine Mehrheit für eine versuchsweise auf fünf Jahre befristete Einführung des Quorums erreicht wurde. Auf dem 14. Bundesparteitag 2001 wurde dann über das Frauenquorum abgestimmt und seine unbefristete Einführung beschlossen.
Im Oktober 2010 beschloss schließlich auch die Schwesterpartei CSU eine Frauenquote. Ab 2011 sind mindestens 40 % der Positionen im Parteivorstand und in Bezirksvorständen mit Frauen zu besetzen.

#### Bündnis 90/Die Grünen
Auf der außerordentlichen Bundesversammlung in Hannover 1986 beschlossen Die Grünen in der Satzung „Frauenparität für Ämter und Wahllisten“ und führten damit eine Quote ein. Auf dem Parteitag in Köln 1994 verabschiedeten Bündnis 90/Die Grünen ein Frauenstatut mit Satzungsrang, in dem weitere Regelungen erfolgten. Seit 1986 gilt eine „Mindestquotierung“: Die Besetzung aller ungeraden Plätze erfolgt mit Frauen, die ebenfalls auf geraden Plätzen kandidieren können. Neben der Quotierung von Ämtern und Mandaten regelt das Frauenstatut die paritätische Versammlungsleitung, die Möglichkeit einer Frauenabstimmung mit aufschiebendem Veto auf Versammlung sowie die Einrichtung eines Frauenrats und eines an der Bundesgeschäftsstelle angesiedelten Frauenreferats.

### Bundesregierung
Ende 2019 begann Bundeskanzlerin Angela Merkel ihr 15. Amtsjahr (seit November 2005) mit 7 Frauen von 16 Kabinettsmitgliedern (43,75 %). Ende 2017 waren von insgesamt 18 Regierungsmitgliedern 9 Frauen (50 %, inkl. Staatsministerinnen).

### Frauen im Bundestag
Ende 2019 liegt der Frauenanteil im deutschen Bundestag bei 31,2 % (221 von 709 Abgeordneten). Lange Zeit lag der Anteil unter 10 % (1972: 5,8 %), erst ab 1983 in der 10. Wahlperiode stieg er auf über 10 % und in den folgenden Wahlperioden bis über 30 %. In der 18. Wahlperiode 2013–2017 lag der Frauenanteil mit 36,5 % bisher am höchsten. Fördernd für dieses Anwachsen waren die Beschlüsse zu Frauenquoten bei Grünen (1979) und SPD (1988). Seit 1986 gilt bei den Grünen, dass bei Wahllisten grundsätzlich alle ungeraden Listenplätze nur Frauen zur Verfügung stehen und die geraden Plätze für beide Geschlechter offen sind – der erste Platz ist daher immer einer Frau vorbehalten.
Die folgende Liste vergleicht die Frauenanteile der politischen Parteien im Bundestag der Jahre 2019, 2017 und 2012 – die Grünen-Fraktion und Die Linke haben durchgehend mehr weibliche Abgeordnete als männliche:
| Bundestag       | 2019   | 👥  | 👨  | 👩  | %       |        | 2017   | 👥  | 👨  | 👩       | %       |     | 2012   | 👥  | 👨      | 👩  | %       |
| --------------- | ------ | --- | --- | --- | ------- | ------ | ------ | --- | --- | -------- | ------- | --- | ------ | --- | ------- | --- | ------- |
| Mitglieder      | 19. WP | 709 | 488 | 221 | 31,17 % |        | 18. WP | 630 | 396 | 234      | 37,14 % |     | 17. WP | 620 | 416     | 204 | 32,90 % |
| CDU/CSU         | 34,7 % | 246 | 195 | 51  | 20,73 % | 49,0 % | 309    | 230 | 79  | 25,57 %  | 38,2 %  | 237 | 192    | 45  | 18,99 % |     |         |
| SPD             | 21,4 % | 152 | 87  | 65  | 42,76 % | 30,6 % | 193    | 108 | 85  | 44,04 %  | 23,5 %  | 146 | 88     | 58  | 39,73 % |     |         |
| AfD             | 12,8 % | 91  | 81  | 10  | 10,99 % |        |        |     |     |          |         |     |        |     |         |     |         |
| FDP             | 11,3 % | 80  | 62  | 18  | 22,50 % |        |        |     |     |          | 15,0 %  | 93  | 69     | 24  | 25,81 % |     |         |
| Die Linke       | 09,7 % | 69  | 32  | 37  | 53,62 % | 10,2 % | 64     | 29  | 35  | 54,69 %  | 12,1 %  | 75  | 33     | 42  | 56,00 % |     |         |
| B’90/Die Grünen | 09,4 % | 67  | 28  | 39  | 58,21 % | 10,0 % | 63     | 29  | 34  | 53,97 %  | 11,0 %  | 68  | 33     | 35  | 51,47 % |     |         |
| fraktionslos    | 00,6 % | 4   | 3   | 1   | 25,00 % | 00,2 % | 1      | -   | 1   | 100,00 % | 00,2 %  | 1   | 1      | -   | 0,00 %  |     |         |

Diese Liste erfasst die Anzahlen jeweils zu Beginn und Ende der Wahlperioden:
| 0Bundestag    | 0Mitglieder | 👨  | 👩  | %       |
| ------------- | ----------- | --- | --- | ------- |
| 2019 (19. WP) | 709         | 488 | 221 | 31,17 % |
| 2017 (19. WP) | 709         | 491 | 218 | 30,70 % |
| 2017 (18. WP) | 630         | 395 | 235 | 37,30 % |
| 2013 (18. WP) | 631         | 401 | 230 | 36,50 % |
| 2013 (17. WP) | 620         | 413 | 207 | 33,40 % |
| 2009 (17. WP) | 622         | 418 | 204 | 32,80 % |
| 2009 (16. WP) | 611         | 417 | 194 | 31,80 % |
| 2005 (16. WP) | 614         | 420 | 194 | 31,60 % |
| 2005 (15. WP) | 601         | 397 | 204 | 33,90 % |
| 2002 (15. WP) | 603         | 407 | 196 | 32,50 % |
| 2002 (14. WP) | 665         | 454 | 211 | 31,70 % |
| 1998 (14. WP) | 669         | 462 | 207 | 30,90 % |
| 1998 (13. WP) | 672         | 491 | 181 | 26,90 % |
| 1994 (13. WP) | 672         | 496 | 176 | 26,20 % |
| 1994 (12. WP) | 662         | 519 | 143 | 21,60 % |
| 1990 (12. WP) | 662         | 526 | 136 | 20,50 % |
| 1990 (11. WP) | 663         | 545 | 118 | 17,80 % |
| 1987 (11. WP) | 519         | 439 | 80  | 15,40 % |
| 1987 (10. WP) | 520         | 468 | 52  | 10,00 % |
| 1983 (10. WP) | 520         | 469 | 51  | 9,80 %  |
| 1983 (9. WP)  | 519         | 474 | 45  | 8,70 %  |
| 1980 (9. WP)  | 519         | 475 | 44  | 8,50 %  |
| 1980 (8. WP)  | 518         | 477 | 41  | 7,90 %  |
| 1976 (8. WP)  | 518         | 480 | 38  | 7,30 %  |
| 1976 (7. WP)  | 518         | 482 | 36  | 6,90 %  |
| 1972 (7. WP)  | 518         | 488 | 30  | 5,80 %  |
| 1972 (6. WP)  | 518         | 486 | 32  | 6,20 %  |
| 1969 (6. WP)  | 518         | 484 | 34  | 6,60 %  |
| 1969 (5. WP)  | 518         | 477 | 41  | 7,90 %  |
| 1965 (5. WP)  | 518         | 482 | 36  | 6,90 %  |
| 1965 (5. WP)  | 521         | 472 | 49  | 9,40 %  |
| 1961 (4. WP)  | 521         | 478 | 43  | 8,30 %  |
| 1961 (3. WP)  | 519         | 470 | 49  | 9,40 %  |
| 1957 (3. WP)  | 519         | 471 | 48  | 9,20 %  |
| 1957 (2. WP)  | 519         | 467 | 52  | 10,00 % |
| 1953 (2. WP)  | 509         | 464 | 45  | 8,80 %  |
| 1953 (1. WP)  | 420         | 382 | 38  | 9,00 %  |
| 1949 (1. WP)  | 410         | 382 | 28  | 6,80 %  |

 Die folgende Liste zeigt, seit wie vielen Wahlperioden (WP) einzelne Männer und Frauen der Bundestagsparteien im deutschen Bundestag sitzen – es gibt nur 1 Mann, der insgesamt während 13 Legislaturperioden Mitglied ist (ab 1972: Wolfgang Schäuble), niemand für 11 oder 12 Perioden (Stand Juli 2019):
| Bundestag       | 1 WP | 1 WP | 2 WP | 2 WP | 3 WP | 3 WP | 4 WP | 4 WP | 5 WP | 5 WP | 6 WP | 6 WP | 7  | 7  | 8  | 8  | 9  | 10 | 13 |
| Bundestag       | 👨   | 👩   | 👨   | 👩   | 👨   | 👩   | 👨   | 👩   | 👨   | 👩   | 👨   | 👩   | 👨 | 👩 | 👨 | 👩 | 👨 | 👨 | 👨 |
| --------------- | ---- | ---- | ---- | ---- | ---- | ---- | ---- | ---- | ---- | ---- | ---- | ---- | -- | -- | -- | -- | -- | -- | -- |
| Mitglieder      | 192  | 74   | 109  | 59   | 80   | 32   | 37   | 17   | 35   | 21   | 16   | 12   | 10 | 4  | 6  | 2  | 1  | 1  | 1  |
| CDU/CSU         | 36   | 10   | 49   | 17   | 49   | 8    | 15   | 2    | 23   | 10   | 6    | 3    | 10 | –  | 5  | 1  | 1  | –  | 1  |
| SPD             | 11   | 14   | 40   | 25   | 9    | 7    | 10   | 4    | 8    | 6    | 9    | 5    | –  | 3  | –  | 1  | –  | –  | –  |
| AfD             | 80   | 10   | –    | –    | 1    | –    | –    | –    | –    | –    | –    | –    | –  | –  | –  | –  | –  | –  | –  |
| FDP             | 43   | 16   | 13   | 2    | 4    | –    | 1    | –    | –    | –    | –    | –    | –  | –  | –  | –  | –  | 1  | –  |
| Die Linke       | 13   | 13   | 4    | 4    | 8    | 9    | 4    | 7    | 2    | 2    | –    | 1    | –  | 1  | 1  | –  | –  | –  | –  |
| B’90/Die Grünen | 7    | 10   | 3    | 11   | 9    | 8    | 7    | 4    | 1    | 3    | 1    | 3    | –  | –  | –  | –  | –  | –  | –  |
| fraktionslos    | 2    | 1    | –    | –    | –    | –    | –    | –    | 1    | –    | –    | –    | –  | –  | –  | –  | –  | –  | –  |

### Parlamentspräsidentinnen
Die folgende Liste enthält bisherige deutsche Parlamentspräsidentinnen (siehe unten zu internationalen Parlamentschefinnen):
| Name                 | Amtszeit   | Land                            | Amt                         |
| -------------------- | ---------- | ------------------------------- | --------------------------- |
| Sabine Bergmann-Pohl | 1990       | Deutsche Demokratische Republik | Präsidentin der Volkskammer |
| Rita Süssmuth        | 1988–1998  | Bundesrepublik Deutschland      | Präsidentin des Bundestages |
| Annemarie Renger     | 1972–1976  | Bundesrepublik Deutschland      | Präsidentin des Bundestages |
| Bärbel Bas           | 2021-heute | Bundesrepublik Deutschland      | Präsidentin des Bundestages |

### Frauen auf Länderebene
Die folgende Liste vergleicht den Durchschnitt der Regierungschefinnen, Ministerinnen und Senatorinnen in den Jahren 2017, 2015, 2011 und 2008 (laut BMFSFJ-Gleichstellungsatlas) – in den Jahresspalten zeigen kleine Bilder, welche Regierungschefin amtierte (nicht verfügbar für 2008), die Frauenanteile der Bundesregierungen beinhalten Staatsministerinnen:
| Land                   | 2017 | 👥  | 👩 | %      | 2015 | 👥  | 👩 | %      | 2011 | 👥  | 👩 | %      | 2008 | 👩 | %      |
| ---------------------- | ---- | --- | -- | ------ | ---- | --- | -- | ------ | ---- | --- | -- | ------ | ---- | -- | ------ |
| Bundesregierung        |      | 18  | 9  | 50,0 % |      | …   | …  | 37,5 % |      | …   | …  | 36,8 % |      | …  | …      |
| Durchschnitt           |      | 164 | 65 | 40,0 % |      | 168 | 63 | 37,5 % |      | 161 | 54 | 33,5 % | 149  | 38 | 25,5 % |
| Baden-Württemberg      |      | 11  | 4  | 36,4 % |      | 13  | 4  | 30,8 % |      | 13  | 5  | 38,5 % | 11   | 2  | 18,2 % |
| Bayern                 |      | 12  | 5  | 41,7 % |      | 12  | 5  | 41,7 % |      | 12  | 3  | 25,0 % | 12   | 3  | 25,0 % |
| Berlin                 |      | 11  | 6  | 54,5 % |      | 9   | 3  | 33,3 % |      | 9   | 3  | 33,3 % | 9    | 4  | 44,4 % |
| Brandenburg            |      | 11  | 4  | 36,4 % |      | 10  | 3  | 30,0 % |      | 10  | 3  | 30,0 % | 10   | 3  | 30,0 % |
| Bremen                 |      | 8   | 4  | 50,0 % |      | 8   | 4  | 50,0 % |      | 7   | 3  | 42,9 % | …    | …  | …      |
| Hamburg                |      | 12  | 4  | 33,3 % |      | 12  | 5  | 41,7 % |      | 10  | 5  | 50,0 % | 11   | 4  | 36,4 % |
| Hessen                 |      | 11  | 3  | 27,3 % |      | 14  | 3  | 21,4 % |      | 11  | 3  | 27,3 % | 11   | 2  | 18,1 % |
| Mecklenburg-Vorpommern |      | 9   | 4  | 44,4 % |      | 9   | 3  | 33,3 % |      | 9   | 3  | 33,3 % | 9    | 3  | 33,3 % |
| Niedersachsen          |      | 10  | 4  | 40,0 % |      | 10  | 4  | 40,0 % |      | 10  | 2  | 20,0 % | 10   | 2  | 20,0 % |
| Nordrhein-Westfalen    |      | 13  | 4  | 30,8 % |      | 14  | 5  | 35,7 % |      | 12  | 6  | 50,0 % | 12   | 3  | 25,0 % |
| Rheinland-Pfalz        |      | 10  | 6  | 60,0 % |      | 10  | 7  | 70,0 % |      | 10  | 6  | 60,0 % | 8    | 3  | 37,5 % |
| Saarland               |      | 8   | 3  | 37,5 % |      | 9   | 3  | 33,3 % |      | 10  | 4  | 40,0 % | 8    | 1  | 12,5 % |
| Sachsen                |      | 10  | 4  | 40,0 % |      | 10  | 4  | 40,0 % |      | 10  | 2  | 20,0 % | 10   | 2  | 20,0 % |
| Sachsen-Anhalt         |      | 10  | 3  | 30,0 % |      | 10  | 1  | 10,0 % |      | 10  | 2  | 20,0 % | 10   | 3  | 30,0 % |
| Schleswig-Holstein     |      | 8   | 3  | 37,5 % |      | 8   | 4  | 50,0 % |      | 8   | 1  | 12,5 % | 8    | 2  | 25,0 % |
| Thüringen              |      | 10  | 4  | 40,0 % |      | 10  | 5  | 50,0 % |      | 10  | 3  | 30,0 % | 10   | 1  | 10,0 % |

### Frauenanteile in Landtagen
Ende 2019 liegt der Frauenanteil der 16 Landtage, Abgeordnetenhäuser und Bürgerschaften bei 30,17 % (563 von 1866 Abgeordneten) und damit niedriger als die Jahre zuvor, mit Anteilen von 22 % in Sachsen-Anhalt bis 38 % in Hamburg – den Spitzenwert von 40,6 % hatte in den Jahren 2015 bis 2018 Thüringen:
| Bundesland                  | Wahl | 2019 | 👨   | 👩  | %       | 2018    | 2017    | 2016    | 2015    | 2014    | 2013    |
| --------------------------- | ---- | ---- | ---- | --- | ------- | ------- | ------- | ------- | ------- | ------- | ------- |
| Alle Mitglieder/Abgeordnete |      | 1866 | 1303 | 563 | 30,17 % | 30,79 % | 30,79 % | 31,36 % | 31,72 % | 32,00 % | 32,06 % |
| Baden-Württemberg           | 2016 | 143  | 105  | 38  | 26,6 %  | 24,5 %  | 24,5 %  | 24,5 %  | 20,3 %  | 18,8 %  | 18,8 %  |
| Bayern (Verteilung 👨👩)    | 2018 | 205  | 149  | 56  | 27,3 %  | 26,8 %  | 29,4 %  | 29,4 %  | 29,4 %  | 29,4 %  | 29,4 %  |
| Berlin                      | 2016 | 160  | 107  | 53  | 33,1 %  | 33,1 %  | 33,1 %  | 33,1 %  | 33,7 %  | 33,7 %  | 33,7 %  |
| Brandenburg                 | 2019 | 88   | 60   | 28  | 31,8 %  | 36,4 %  | 36,4 %  | 36,4 %  | 36,4 %  | 36,4 %  | 39,8 %  |
| Bremen                      | 2015 | 84   | 53   | 31  | 36,9 %  | 33,7 %  | 33,7 %  | 33,7 %  | 33,7 %  | 40,9 %  | 41,0 %  |
| Hamburg                     | 2015 | 121  | 75   | 46  | 38,0 %  | 37,2 %  | 37,2 %  | 37,2 %  | 37,2 %  | 38,8 %  | 38,8 %  |
| Hessen                      | 2018 | 137  | 90   | 47  | 34,3 %  | 33,6 %  | 29,1 %  | 29,1 %  | 29,1 %  | 29,1 %  | 29,1 %  |
| Mecklenburg-Vorpommern      | 2016 | 71   | 54   | 17  | 23,9 %  | 25,3 %  | 25,3 %  | 25,3 %  | 28,2 %  | 28,2 %  | 28,2 %  |
| Niedersachsen               | 2017 | 137  | 98   | 39  | 28,5 %  | 26,3 %  | 26,3 %  | 28,5 %  | 28,5 %  | 28,5 %  | 28,5 %  |
| Nordrhein-Westfalen (👩)    | 2017 | 199  | 144  | 55  | 27,6 %  | 27,1 %  | 27,1 %  | 29,5 %  | 29,5 %  | 29,5 %  | 29,5 %  |
| Rheinland-Pfalz             | 2016 | 101  | 68   | 33  | 32,7 %  | 35,6 %  | 35,6 %  | 35,6 %  | 39,6 %  | 39,6 %  | 39,6 %  |
| Saarland                    | 2017 | 51   | 34   | 17  | 33,3 %  | 35,3 %  | 35,3 %  | 39,2 %  | 39,2 %  | 39,2 %  | 39,2 %  |
| Sachsen                     | 2019 | 119  | 86   | 33  | 27,7 %  | 31,7 %  | 31,7 %  | 31,7 %  | 31,7 %  | 31,7 %  | 30,3 %  |
| Sachsen-Anhalt              | 2016 | 87   | 68   | 19  | 21,8 %  | 26,4 %  | 26,4 %  | 26,4 %  | 32,4 %  | 32,4 %  | 32,4 %  |
| Schleswig-Holstein          | 2017 | 73   | 50   | 23  | 31,5 %  | 30,1 %  | 30,1 %  | 31,9 %  | 31,9 %  | 31,9 %  | 31,9 %  |
| Thüringen                   | 2019 | 90   | 62   | 28  | 31,0 %  | 40,6 %  | 40,6 %  | 40,6 %  | 40,6 %  | 37,5 %  | 37,5 %  |

### Verwaltungschefinnen
Auf kommunaler Bürgermeisterebene liegt der Frauenanteil EU-weit bei nur 10 % (Deutschland 10 %, Österreich 7,6 %, Frankreich 16 %, Polen 10 %). Zwischen 2008 und 2017 sank der Anteil der Oberbürgermeisterinnen in Deutschland von 17,7 % auf 8,2 % – dagegen stieg der Frauenanteil unter den Dezernenten von 18,5 % auf 29,1 % im Jahr 2017.
Die folgende Liste vergleicht die Frauenanteile der „Verwaltungsspitzen“ in den Land- und Stadtkreisen, kreisfreien Städten und Bezirken der Stadtstaaten (Oberbürgermeisterinnen und Landrätinnen) in den Jahren 2017, 2015, 2011 und 2008 laut BMFSFJ-Gleichstellungsatlas – ohne Bürgermeisterinnen von kreisangehörigen Gemeinden (teils auch „Oberbürgermeisterin“), ohne die Bremerhavener Kommunalebene, und in Stadtstaaten nur Verwaltungsspitzenpositionen in Bezirken oder Bezirksamtsleitungen:
| Land                    | 2017 | 👨  | 👩 | %      | 2015 | 👩 | %      | 2011 | 👩 | %      | 2008 | 👩 | %      |
| ----------------------- | ---- | --- | -- | ------ | ---- | -- | ------ | ---- | -- | ------ | ---- | -- | ------ |
| Alle Verwaltungsspitzen | 437  | 387 | 50 | 11,4 % | 435  | 46 | 10,6 % | 435  | 36 | 8,3 %  | 439  | 46 | 10,5 % |
| Baden-Württemberg       | 44   | 40  | 4  | 9,1 %  | 44   | 4  | 9,1 %  | 44   | 1  | 2,3 %  | 44   | 2  | 4,5 %  |
| Bayern                  | 96   | 89  | 7  | 7,3 %  | 96   | 7  | 7,3 %  | 96   | 4  | 4,2 %  | 96   | 6  | 6,3 %  |
| Berlin                  | 12   | 7   | 5  | 41,7 % | 12   | 4  | 33,3 % | 12   | 1  | 8,3 %  | 12   | 5  | 41,7 % |
| Brandenburg             | 22   | 18  | 4  | 18,2 % | 18   | 2  | 11,1 % | 18   | 1  | 5,6 %  | 18   | 1  | 5,6 %  |
| Bremen                  | 16   | 11  | 5  | 31,3 % | 17   | 6  | 35,3 % | 17   | 3  | 17,7 % | 11   | 2  | 18,2 % |
| Hamburg                 | 7    | 6   | 1  | 14,3 % | 7    | 1  | 14,3 % | 7    | 0  | 0,0 %  | 7    | 1  | 14,3 % |
| Hessen                  | 26   | 24  | 2  | 7,7 %  | 26   | 2  | 7,7 %  | 26   | 2  | 7,7 %  | 26   | 1  | 3,8 %  |
| Mecklenburg-Vorpommern  | 8    | 6   | 2  | 25,0 % | 8    | 3  | 37,5 % | 8    | 3  | 37,5 % | 18   | 6  | 33,3 % |
| Niedersachsen           | 45   | 42  | 3  | 6,7 %  | 46   | 2  | 4,3 %  | 46   | 2  | 4,3 %  | 46   | 1  | 2,2 %  |
| Nordrhein-Westfalen     | 54   | 52  | 2  | 3,7 %  | 54   | 2  | 3,7 %  | 54   | 4  | 7,4 %  | 54   | 6  | 11,1 % |
| Rheinland-Pfalz         | 36   | 32  | 4  | 11,1 % | 36   | 2  | 5,6 %  | 36   | 3  | 8,3 %  | 36   | 5  | 13,9 % |
| Saarland                | 6    | 5   | 1  | 16,7 % | 6    | 1  | 16,7 % | 6    | 2  | 33,3 % | 6    | 2  | 33,3 % |
| Sachsen                 | 13   | 12  | 1  | 7,7 %  | 13   | 1  | 7,7 %  | 13   | 2  | 15,4 % | 13   | 2  | 15,4 % |
| Sachsen-Anhalt          | 14   | 13  | 1  | 7,1 %  | 14   | 1  | 7,1 %  | 14   | 1  | 7,1 %  | 14   | 1  | 7,1 %  |
| Schleswig-Holstein      | 15   | 13  | 2  | 13,3 % | 15   | 1  | 6,7 %  | 15   | 2  | 13,3 % | 15   | 2  | 13,3 % |
| Thüringen               | 23   | 17  | 6  | 26,1 % | 23   | 7  | 30,4 % | 23   | 4  | 17,3 % | 23   | 3  | 13,0 % |

## Österreich

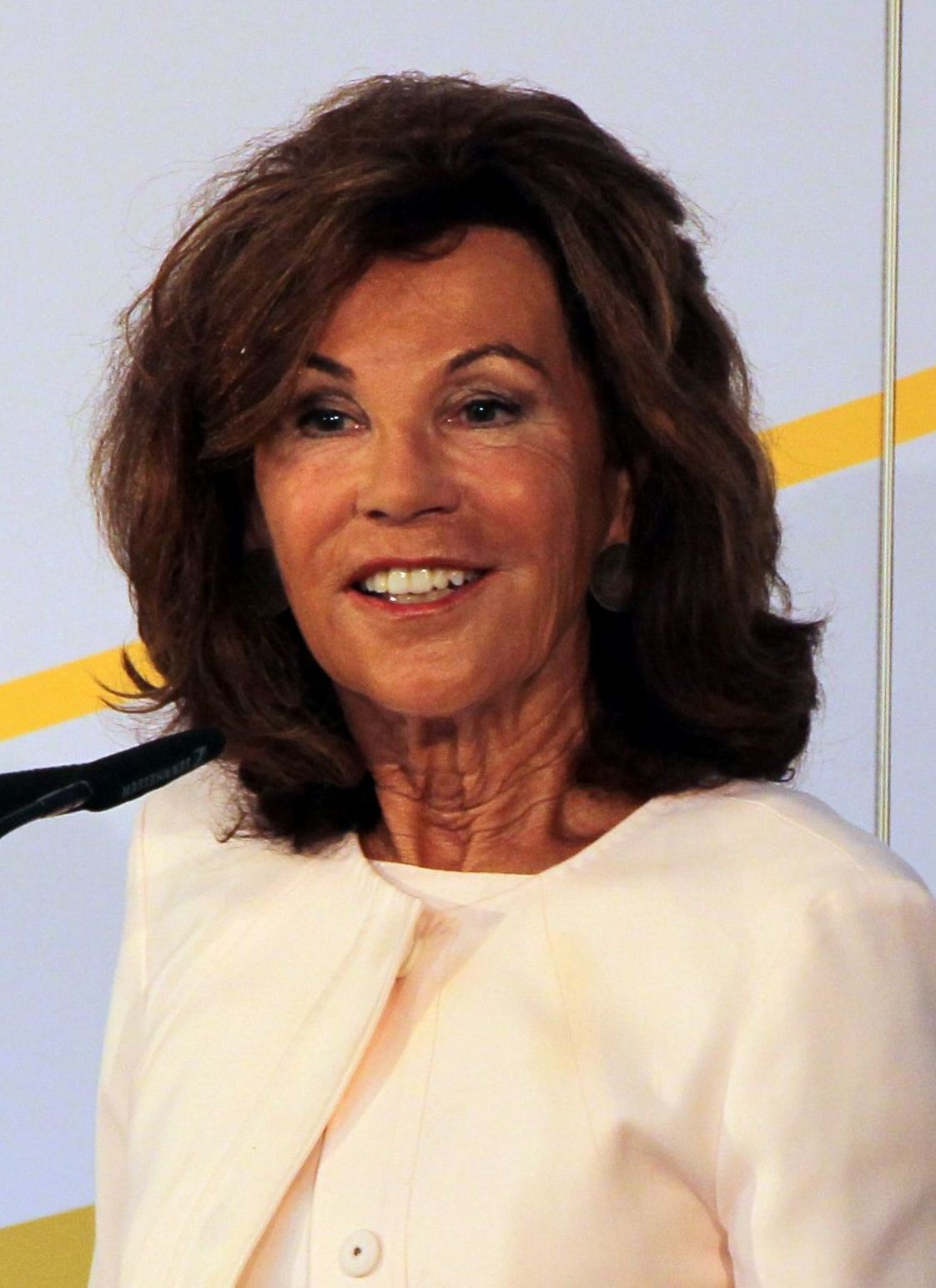
Brigitte Bierlein: Bundeskanzlerin 2019

Österreich hatte bisher keine Bundespräsidentin. Die erste Ministerin in einer österreichischen Bundesregierung war Sozialministerin Grete Rehor (ÖVP) von 1966 bis 1970. Erste Frauenministerin war ab 1990 Johanna Dohnal (SPÖ). Von 2000 bis 2003 amtierte mit Susanne Riess (FPÖ) die erste Vizekanzlerin. Erste Bundeskanzlerin wurde Brigitte Bierlein; sie wurde am 30. Mai 2019 mit der Bildung einer Übergangsregierung beauftragt und besetzte ihr Regierungskabinett paritätisch mit Frauen und Männern.

### Frauen im Nationalrat
Die erste Präsidentin des Nationalrats war Barbara Prammer ab 2006 bis zu ihrem Tod 2014; ihr folgte Doris Bures ab 2014 als zweite Nationalratspräsidentin.
| Nationalrat   | 2019   | 👥  | 👨  | 👩 | %        |        | 2017   | 👥  | 👨  | 👩      | %       |    | 2015   | 👥  | 👨      | 👩 | %       |
| ------------- | ------ | --- | --- | -- | -------- | ------ | ------ | --- | --- | ------- | ------- | -- | ------ | --- | ------- | -- | ------- |
| Abgeordnete   | 17. GP | 183 | 111 | 72 | 39,34 %  |        | 16. GP | 183 | 120 | 63      | 34,43 % |    | 15. GP | 183 | 127     | 56 | 33,33 % |
| ÖVP           | 38,8 % | 71  | 45  | 26 | 36,62 %  | 27,9 % | 51     | 37  | 14  | 27,45 % | 27,9 %  | 51 | 37     | 14  | 27,45 % |    |         |
| SPÖ           | 21,9 % | 40  | 21  | 19 | 47,50 %  | 27,9 % | 51     | 34  | 17  | 33,33 % | 28,4 %  | 52 | 35     | 17  | 32,69 % |    |         |
| FPÖ           | 16,4 % | 30  | 25  | 5  | 16,67 %  | 20,8 % | 38     | 32  | 6   | 15,79 % | 20,8 %  | 38 | 31     | 7   | 18,42 % |    |         |
| GRÜNE         | 14,2 % | 26  | 11  | 15 | 57,69 %  | 11,5 % | 21     | 9   | 12  | 57,14 % | 13,1 %  | 24 | 11     | 13  | 54,17 % |    |         |
| NEOS          | 8,2 %  | 15  | 9   | 6  | 40,00 %  | 4,4 %  | 8      | 6   | 2   | 25,00 % | 4,9 %   | 9  | 8      | 1   | 11,11 % |    |         |
| Team Stronach |        |     |     |    |          |        |        |     |     |         | 3,3 %   | 6  | 3      | 3   | 50,00 % |    |         |
| fraktionslos  | 0,5 %  | 1   | 0   | 1  | 100,00 % | 7,7 %  | 14     | 8   | 6   | 42,86 % | 1,6 %   | 3  | 2      | 1   | 33,33 % |    |         |

| Nationalrat | Abgeordnete | 👨  | 👩 | %       |
| ----------- | ----------- | --- | -- | ------- |
| 23.10.2019  | 183         | 111 | 72 | 39,34 % |
| 09.11.2017  | 183         | 120 | 63 | 34,43 % |
| 29.10.2013  | 183         | 122 | 61 | 33,33 % |
| 28.10.2008  | 183         | 133 | 50 | 27,32 % |
| 30.10.2006  | 183         | 126 | 57 | 31,15 % |
| 20.12.2002  | 183         | 121 | 62 | 33,88 % |
| 29.10.1999  | 183         | 134 | 49 | 26,78 % |
| 15.01.1996  | 183         | 136 | 47 | 25,68 % |
| 07.11.1994  | 183         | 143 | 40 | 21,86 % |
| 05.11.1990  | 183         | 147 | 36 | 19,67 % |
| 17.12.1986  | 183         | 162 | 21 | 11,48 % |
| 19.05.1983  | 183         | 166 | 17 | 9,29 %  |
| 05.06.1979  | 183         | 165 | 18 | 9,84 %  |
| 04.11.1975  | 183         | 169 | 14 | 7,65 %  |
| 04.11.1971  | 183         | 172 | 11 | 6,01 %  |
| 31.03.1970  | 165         | 157 | 8  | 4,85 %  |
| 30.03.1966  | 165         | 155 | 10 | 6,06 %  |
| 14.12.1962  | 165         | 155 | 10 | 6,06 %  |
| 09.06.1959  | 165         | 155 | 10 | 6,06 %  |
| 08.06.1956  | 165         | 156 | 9  | 5,45 %  |
| 18.03.1953  | 165         | 155 | 10 | 6,06 %  |
| 08.11.1949  | 165         | 156 | 9  | 5,45 %  |
| 19.12.1945  | 165         | 156 | 9  | 5,45 %  |
| 02.12.1930  | 165         | 154 | 11 | 6,67 %  |
| 18.05.1927  | 165         | 159 | 6  | 3,64 %  |
| 20.11.1923  | 165         | 157 | 8  | 4,85 %  |
| 10.11.1920  | 175         | 166 | 9  | 5,14 %  |
| 04.03.1919  | 159         | 151 | 8  | 5,03 %  |
| 21.10.1918  | 208         | 208 | 0  | 0,00 %  |

### Frauen im Bundesrat
Ab 1945 war unter den 49 Mitgliedern des Bundesrates keine Frau, erst Ende 1949 kamen Rosa Rück (1897–1969, Fürsorgerin, SPÖ, wechselte 3 Jahre später zum Nationalrat) und Rudolfine Muhr (1900–1984, Fabrikarbeiterin, SPÖ). 1956 waren es dann 6 Frauen von 48 Mitgliedern (12,5 %), etwa so viele wie zuvor 1930 (5 von 48: 10,4 %).
Ende 2019 hat der Bundesrat mit 23 Frauen (37,7 %) den höchsten Anteil seit seiner Konstituierung im November 1920. Die folgenden zwei Listen vergleichen zunächst die Frauenanteile der Bundesratsfraktionen in den Jahren 2019, 2017 und 2012 sowie im Bundesrat ab 1920 – bei jeder Landtagswahl ändert sich die Anzahl und Zusammensetzung der Mitglieder:
| Bundesrat    | 2019   | 👥 | 👨 | 👩 | %       |        | 2017   | 👥 | 👨 | 👩      | %       |    | 2012   | 👥 | 👨      | 👩 | %       |
| ------------ | ------ | -- | -- | -- | ------- | ------ | ------ | -- | -- | ------- | ------- | -- | ------ | -- | ------- | -- | ------- |
| Mitglieder   | 17. WP | 61 | 38 | 23 | 37,70 % |        | 15. WP | 61 | 41 | 20      | 32,79 % |    | 14. WP | 62 | 42      | 20 | 32,26 % |
| ÖVP          | 36,1 % | 22 | 11 | 11 | 50,00 % | 36,1 % | 22     | 14 | 6  | 27,27 % | 43,5 %  | 27 | 20     | 7  | 25,93 % |    |         |
| SPÖ          | 34,4 % | 21 | 13 | 8  | 38,10 % | 32,8 % | 20     | 12 | 8  | 40,00 % | 35,5 %  | 22 | 12     | 10 | 45,45 % |    |         |
| FPÖ          | 24,6 % | 15 | 12 | 3  | 20,00 % | 19,7 % | 12     | 10 | 2  | 16,67 % | 14,5 %  | 9  | 7      | 2  | 22,22 % |    |         |
| GRÜNE        |        |    |    |    |         | 6,6 %  | 4      | 1  | 3  | 75,00 % |         |    |        |    |         |    |         |
| fraktionslos | 04,9 % | 3  | 2  | 1  | 33,33 % | 4,9 %  | 3      | 2  | 1  | 33,33 % | 6,5 %   | 4  | 3      | 1  | 25,00 % |    |         |

| Bundesrat  | Mitglieder | 👨 | 👩 | %       |
| ---------- | ---------- | -- | -- | ------- |
| 09.11.2019 | 61         | 38 | 23 | 37,70 % |
| 23.10.2017 | 60         | 38 | 22 | 36,67 % |
| 29.10.2013 | 60         | 43 | 17 | 28,33 % |
| 28.10.2008 | 62         | 46 | 16 | 25,81 % |
| 30.10.2006 | 61         | 43 | 18 | 29,51 % |
| 20.12.2002 | 62         | 46 | 16 | 25,81 % |
| 29.10.1999 | 63         | 54 | 9  | 14,29 % |
| 15.01.1996 | 62         | 49 | 13 | 20,97 % |
| 07.11.1994 | 63         | 49 | 14 | 22,22 % |
| 05.11.1990 | 60         | 47 | 13 | 21,67 % |
| 17.12.1986 | 63         | 50 | 13 | 20,63 % |
| 19.05.1983 | 61         | 51 | 10 | 16,39 % |
| 05.06.1979 | 55         | 46 | 9  | 16,36 % |
| 04.11.1975 | 55         | 44 | 11 | 20,00 % |
| 04.11.1971 | 51         | 42 | 9  | 17,65 % |
| 31.03.1970 | 54         | 45 | 9  | 16,67 % |
| 30.03.1966 | 51         | 45 | 6  | 11,76 % |
| 14.12.1962 | 51         | 44 | 7  | 13,73 % |
| 09.06.1959 | 47         | 41 | 6  | 12,77 % |
| 08.06.1956 | 48         | 42 | 6  | 12,50 % |
| 18.03.1953 | 44         | 43 | 1  | 02,27 % |
| 08.11.1949 | 48         | 47 | 1  | 02,08 % |
| 19.12.1945 | 49         | 49 | 0  | 00,00 % |
| 02.12.1930 | 48         | 43 | 5  | 10,42 % |
| 18.05.1927 | 48         | 45 | 3  | 06,25 % |
| 20.11.1923 | 50         | 47 | 3  | 06,00 % |
| 01.12.1920 | 46         | 43 | 3  | 06,52 % |

### Länderebene
Auf Länderebene gab es bisher drei weibliche Landeshauptleute: Waltraud Klasnic (ÖVP) von 1996 bis 2005 in der Steiermark, Gabi Burgstaller (SPÖ) 2004 bis 2013 im Land Salzburg und Johanna Mikl-Leitner (ÖVP) seit 19. April 2017 in Niederösterreich.
Mit Stand Juni 2023 hatte der Vorarlberger Landtag den höchsten Frauenanteil von allen Bundesländern, 47,2 Prozent der Abgeordneten waren weiblich.

#### Bürgermeisterinnen
Die erste Bürgermeisterin Österreichs war 1946 Maria Rothschedl (ÖVP) im steirischen Oberhaag, die dieses Amt allerdings nur zwei Monate lang ausübte. Ab 1947 amtierte Ottilie Ninaus (SPÖ) als Bürgermeisterin der 1968 aufgelösten Gemeinde Sierling. Rothschedl übernahm das Amt von ihrem Vater, Ninaus folgte ihrem verstorbenen Ehemann Josef Ninaus nach. Größere Breitenwirkung erlangte 1948 die Wahl Zenzi Hölzls (SPÖ) als Bürgermeisterin von Gloggnitz. Zur Jahrtausendwende gab es neben 2314 Bürgermeistern nur 45 Bürgermeisterinnen (1,9 %). Die erste Bürgermeisterin im Bundesland Salzburg trat 2004 an, 56 Jahre nach Zenzi Hölzl.
Die folgende Liste vergleicht die Frauenanteile der Bundesländer ab 2015 – zum Ende 2019 haben von den 2096 Gemeinden 177 Bürgermeisterinnen (8,44 %), vor 2018 bestanden 2100 Gemeinden:
| Bundesland          | 2019 | 👨   | 👩  | %       | 2018 👩 | %       | 2017 👩 | %       | 2016 👩 | %       | 2015 👩 | %      |
| ------------------- | ---- | ---- | --- | ------- | ------- | ------- | ------- | ------- | ------- | ------- | ------- | ------ |
| Bürgermeister/innen | 2096 | 1919 | 177 | 8,44 %  | 164     | 7,82 %  | 160     | 7,62 %  | 154     | 7,33 %  | 141     | 6,71 % |
| Burgenland          | 171  | 159  | 12  | 7,02 %  | 12      | 7,02 %  | 12      | 7,02 %  | 9       | 5,26 %  | 7       | 4,09 % |
| Kärnten             | 132  | 124  | 8   | 6,06 %  | 8       | 6,06 %  | 8       | 6,06 %  | 8       | 6,06 %  | 7       | 5,30 % |
| Niederösterreich    | 573  | 504  | 69  | 12,04 % | 65      | 11,34 % | 64      | 11,17 % | 63      | 10,99 % | 56      | 9,77 % |
| Oberösterreich      | 438  | 405  | 33  | 7,53 %  | 30      | 6,82 %  | 30      | 6,79 %  | 30      | 6,79 %  | 34      | 7,69 % |
| Salzburg            | 119  | 111  | 8   | 6,72 %  | 5       | 4,20 %  | 5       | 4,20 %  | 4       | 3,36 %  | 3       | 2,52 % |
| Steiermark          | 287  | 264  | 23  | 8,01 %  | 22      | 7,67 %  | 17      | 5,92 %  | 17      | 5,92 %  | 16      | 5,57 % |
| Tirol               | 279  | 263  | 16  | 5,73 %  | 16      | 5,73 %  | 17      | 6,09 %  | 16      | 5,73 %  | 11      | 3,94 % |
| Vorarlberg          | 96   | 88   | 8   | 8,33 %  | 7       | 7,29 %  | 7       | 7,29 %  | 7       | 7,29 %  | 7       | 7,29 % |
| Wien                | 1    | 1    | -   | 0,00 %  | -       | 0,00 %  | -       | 0,00 %  | -       | 0,00 %  | -       | 0,00 % |

## Schweiz
Die Schweiz führte 1971 auf Bundesebene als letztes demokratisches Land überhaupt das Frauenstimmrecht ein, erst 1990 folgte auf Kantonsebene Appenzell Innerrhoden als letzter. Auf kirchlicher kantonaler Ebene wurde das Frauenstimmrecht bereits 1963 in der Evangelisch-reformierten Landeskirche des Kantons Zürich eingeführt.
Als erste Frau wurde 1984 Elisabeth Kopp in den siebenköpfigen Bundesrat gewählt (siehe auch Bundesratswahlen: Frauenvertretung). Mit der Wahl der Sozialdemokratin Simonetta Sommaruga in den Bundesrat stellten von 2010 bis zum Rücktritt von Micheline Calmy-Rey 2011 zum ersten Mal in der Geschichte der Schweiz Frauen die Mehrheit in der Regierung (vier von sieben Mitgliedern).
Die folgende Liste zeigt die Frauenanteile (%) der verschiedenen Einrichtungen ab 1971 (jeweils zum Jahresende):
| [ 36 ] | Bundesrat | Bundesrat | Bundesrat | Kantonale Regierungen | Kantonale Regierungen | Kantonale Regierungen | Nationalrat | Nationalrat | Nationalrat | Ständerat | Ständerat | Ständerat | Kantonale Parlamente | Kantonale Parlamente | Kantonale Parlamente |
|        | 👨        | 👩        | %         | 👨                    | 👩                    | %                     | 👨          | 👩          | %           | 👨        | 👩        | %         | 👨                   | 👩                   | %                    |
| ------ | --------- | --------- | --------- | --------------------- | --------------------- | --------------------- | ----------- | ----------- | ----------- | --------- | --------- | --------- | -------------------- | -------------------- | -------------------- |
| 2019   | 5         | 2         | 28,6 %    | 116                   | 38                    | 24,7 %                | 116         | 84          | 42,0 %      | 34        | 12        | 26,1 %    | 1847                 | 762                  | 29,2 %               |
| 2015   | 5         | 2         | 28,6 %    | 117                   | 37                    | 24,0 %                | 136         | 64          | 32,0 %      | 39        | 7         | 15,2 %    | 1933                 | 676                  | 25,9 %               |
| 2011   | 4         | 3         | 42,9 %    | 120                   | 36                    | 23,1 %                | 142         | 58          | 29,0 %      | 37        | 9         | 19,6 %    | 1947                 | 661                  | 25,3 %               |
| 2007   | 4         | 3         | 42,9 %    | 126                   | 30                    | 19,2 %                | 141         | 59          | 29,5 %      | 36        | 10        | 21,7 %    | 2013                 | 725                  | 26,5 %               |
| 2003   | 6         | 1         | 14,3 %    | 124                   | 34                    | 21,5 %                | 148         | 52          | 26,0 %      | 35        | 11        | 23,9 %    | 2223                 | 709                  | 24,2 %               |
| 1999   | 5         | 2         | 28,6 %    | 129                   | 33                    | 20,4 %                | 153         | 47          | 23,5 %      | 37        | 9         | 19,6 %    | 2221                 | 708                  | 24,2 %               |
| 1995   | 6         | 1         | 14,3 %    | 147                   | 19                    | 11,4 %                | 157         | 43          | 21,5 %      | 38        | 8         | 17,4 %    | 2339                 | 658                  | 22,0 %               |
| 1991   | 7         | -         | 00,0 %    | 161                   | 5                     | 3,0 %                 | 165         | 35          | 17,5 %      | 42        | 4         | 8,7 %     | 2545                 | 456                  | 15,2 %               |
| 1987   | 6         | 1         | 14,3 %    | 163                   | 5                     | 3,0 %                 | 171         | 29          | 14,5 %      | 41        | 5         | 10,9 %    | 2644                 | 354                  | 11,8 %               |
| 1983   | 7         | -         | 00,0 %    | 167                   | 1                     | 0,6 %                 | 178         | 22          | 11,0 %      | 43        | 3         | 06,5 %    | 2704                 | 294                  | 09,8 %               |
| 1979   | 7         | -         | 00,0 %    |                       |                       |                       | 179         | 21          | 10,5 %      | 43        | 3         | 06,5 %    | 2748                 | 247                  | 08,2 %               |
| 1975   | 7         | -         | 00,0 %    |                       |                       |                       | 185         | 15          | 7,5 %       | 44        | -         | 00,0 %    | 2760                 | 175                  | 06,0 %               |
| 1971   | 7         | -         | 00,0 %    |                       |                       |                       | 190         | 10          | 5,0 %       | 43        | 1         | 02,3 %    |                      |                      |                      |

Einen außerordentlich hohen Frauenanteil von 68,75 % (55 Frauen, 25 Männer) ergaben die Wahlen in den Stadtrat (Parlament) der Stadt Bern vom 29. November 2020.

## Weltweit

### Europa
Alexandra Kollontai, sowjetische Sozialministerin nach der Oktoberrevolution, war das weltweit erste weibliche Kabinettsmitglied. In den meisten westlichen Ländern wurden Frauen erst nach dem Zweiten Weltkrieg Ministerin und auch dann zunächst nur vereinzelt und in bestimmten Ministerien wie dem Gesundheits- oder dem Familienministerium, die als für Frauen besonders „geeignet“ angesehen wurden.
Die ersten Regierungschefinnen in Europa waren Margaret Thatcher im Vereinigten Königreich (1979–1990), Maria de Lourdes Pintasilgo in Portugal (1979–1980) und Gro Harlem Brundtland in Norwegen (1981, 1986–1989 und 1990–1996).
Die erste Ministerpräsidentin eines ehemaligen Ostblockstaates war Hanna Suchocka in Polen (1992–1993). Das erste weibliche demokratisch gewählte Staatsoberhaupt war Vigdís Finnbogadóttir in Island (1980–1996). Eine prägende Rolle hatte zudem die erste lettische Präsidentin Vaira Vīķe-Freiberga (1999–2007).
Sexismus
2018 erschien ein Bericht der Interparlamentarischen Union (IPU) zum Thema „Sexismus, Belästigung und Gewalt gegen Frauen in Parlamenten in Europa“: Von 123 weiblichen Abgeordneten in 45 europäischen Ländern hatten während ihrer Amtszeit 85 % psychische Gewalt erlebt, 68 % hatten abfällige Kommentare zu ihrem Aussehen oder bezüglich Geschlechterklischees bekommen, 58 % waren online sexuell belästigt worden, 47 % hatten Morddrohungen erhalten, 25 % hatten sexualisierte Gewalt erfahren und 15 % körperliche Gewalt.

#### Litauen
Litauen hatte mit Dalia Grybauskaitė von 2009 bis 2019 einzige Präsidentin als Staatsoberhaupt. Grybauskaitė war zuvor litauische stellvertretende Finanzministerin und EU-Kommissarin. 2014 wurde sie für fünf Jahre wiedergewählt. Davor gab es überhaupt kein litauisches Staatsoberhaupt, dem eine Wiederwahl zur zweiten Amtszeit ohne Unterbrechung gelungen war.
Die erste Ministerpräsidentin Litauens war von 1990 bis 1991 Kazimira Prunskienė, die zweite Ministerpräsidentin war Irena Degutienė (1999, zwei kurze Amtszeiten) und die dritte Ingrida Šimonytė (2020-).
Die erste Parlamentspräsidentin (Vorsitzende von Seimas) war Irena Degutienė. Die zweite Parlamentspräsidentin war Loreta Graužinienė (von 2013 bis 2016) und die dritte Viktorija Čmilytė-Nielsen (* 1983).
Die Parlamentsvizepräsidentinnen waren Rasa Juknevičienė (1999–2000), Virginija Baltraitienė (2008–2012), Irena Degutienė (2012–2020), Rima Baškienė (2016–2020) und Irena Šiaulienė (2016–2020).
Die einzige Oppositionsführerin war Viktorija Čmilytė-Nielsen (2019–2020).
Die erste Ministerin in einer litauischen Regierung war Aldona Baranauskienė, Bau- und Urbanistikministerin im Kabinett Stankevičius (einige Monate im Jahr 1996). Die nächsten litauischen Ministerinnen waren Irena Degutienė (Sozial- und Arbeitsministerin 1999) und Laima Andrikienė (Europaministerin 1999) im Kabinett Vagnorius II. Die erste (und bisher einzige) Verteidigungsministerin war Rasa Juknevičienė. Die erste (und bisher einzige) Kulturministerin sowie Bildungs- und Wissenschaftsministerin war Roma Žakaitienė. Die erste (und bisher einzige) Justizministerin war Milda Vainiutė. Die einzige Innenministerin war Rita Tamašunienė (2019–2020).
Die meisten Ministerinnen im Kabinett Butkevičius (ab 2012) waren Algimanta Pabedinskienė (Soziales und Arbeit), von 2014 bis 2016 Virginija Baltraitienė (Landwirtschaft) und Rimantė Šalaševičiūtė (Gesundheit); von 2012 bis 2013 Birutė Vėsaitė, die erste (und bisher einzige) Wirtschaftsministerin.
Bisher gab es in Litauen keine Außenministerin, Energieministerin und Verkehrsministerin. Von Dezember 2018 bis August 2019 gab es in Litauen überhaupt keine Ministerinnen im Kabinett Skvernelis.
Die erste litauische Bürgermeisterin war Gema Umbrasienė (von 1990 bis 1991 in der Stadtgemeinde Panevėžys). Die nächsten litauischen Bürgermeisterinnen waren (sind) Vida Stasiūnaitė (von 2000 bis 2001 in Šiauliai), Marija Rekst (seit 2004 in der Rajongemeinde Vilnius), Virginija Baltraitienė (2005 in Kėdainiai), Nijolė Naujokienė (von 2005 bis 2011 in Kėdainiai), Kristina Miškinienė (Druskininkai), Dalia Štraupaitė (seit 2011 in Visaginas), Asta Jasiūnienė (seit 2012 in Pakruojis), Danutė Aleksiūnienė (Vievis), Nijolė Dirginčienė (seit 2007 in Birštonas), Živilė Pinskuvienė (seit 2015 in Širvintos).
Unter Vizebürgermeisterinnen waren Živilė Pinskuvienė (in der Stadtgemeinde Vilnius), Orinta Leiputė und Vincė Vaidevutė Margevičienė (beide in der Stadtgemeinde Kaunas), Judita Simonavičiūtė (in Klaipėda), Rima Baškienė (in der Rajongemeinde Šiauliai); Rima Baškienė, Daiva Matonienė und Danguolė Martinkienė (in der Stadtgemeinde Šiauliai); Elena Petrošienė und Jolita Vaickienė (in Kretinga).
Die erste Parteivorsitzende war Kazimira Prunskienė (Gründerin und Vorsitzende der Litauischen Frauenpartei, Leiterin von Naujoji demokratija - Moterų partija, ab 2001 Leiterin von Valstiečių ir Naujosios demokratijos partijų sąjunga, jetzt Lietuvos valstiečių ir žaliųjų sąjunga). Die zweite Parteichefin war Kristina Brazauskienė (ab 2011 Leiterin von Lietuvos prezidento sąjunga und ab 2012 Leiterin von Demokratinės darbo ir vienybės partija), Witwe des früheren litauischen Präsidenten Algirdas Brazauskas. Die dritte Parteichefin ist Loreta Graužinienė (ab 2013 Leiterin von Darbo partija, einer Partei in der Regierungskoalition ab 2012). Viktorija Čmilytė-Nielsen (* 1983) leitet die liberale Partei LRLS und Aušrinė Armonaitė (* 1989) die Laisvės partija. Die jüngste Parteichefin ist Ieva Budraitė (* 1992), seit 2020 leitet sie die Partei der Grünen Litauens. Seit 2021 leitet Vilija Blinkevičiūtė die sozialdemokratische LSDP.

#### Polen
Innerhalb der Europäischen Union hatte Polen bis Dezember 2020 die meisten weiblichen Regierungschefs. Als erste Frau in der Geschichte des Landes wurde am 10. Juli 1992 die promovierte Juristin Hanna Suchocka vom Sejm, dem Unterhaus des polnischen Parlaments, ins Amt der Premierministerin gewählt. Suchocka war vor dem Systemwechsel in Polen Mitglied der unabhängigen Gewerkschaft Solidarność um Lech Wałęsa gewesen und hatte sich danach der um Tadeusz Mazowiecki gebildeten Demokratischen Union angeschlossen, die vor allem liberale Positionen vertrat. Die von ihr gebildete Mitte-Rechts-Koalition scheiterte jedoch an einem Misstrauensvotum konservativer Abgeordneter, die mit den von ihr vorangetriebenen Wirtschaftsreformen nicht einverstanden waren. In der Folge wurde am 29. Mai der Sejm aufgelöst, Suchocka amtierte allerdings noch bis zum 17. Oktober 1993 und wurde anschließend von Waldemar Pawlak abgelöst.
Am 22. September 2014 folgte Ewa Kopacz als zweite Frau im Amt der Premierministerin auf den davor elf Jahre amtierenden Donald Tusk. Tusk war zum Präsidenten des Europäischen Rates gewählt worden. Die regierende Bürgerplattform hatte daraufhin Kopacz, die zuvor das Amt der Parlamentspräsidentin innehatte, zu seiner Nachfolgerin auserkoren. In den anschließenden Wahlkampf war Kopacz als Spitzenkandidatin ihrer Partei gestartet, verlor diesen jedoch gegen die ehemalige Kommunalpolitikerin Beata Szydło, die für die als rechts-konservativ geltende Partei Recht und Gerechtigkeit gestartet war. Am 16. November 2015 wurde Szydło als dritte Frau im Amt der Premierministerin vereidigt. Szydło wurde lange Zeit von ihren Kritikern als Marionette von Jarosław Kaczyński diffamiert. Trotz eines überstandenen Misstrauensvotums im Sejm, das von der liberalen Opposition in die Wege geleitet worden war, trat sie am 11. Dezember 2017 nach parteiinternen Personaldebatten von ihrem Amt zurück. Ihr Nachfolger wurde Mateusz Morawiecki.

### Afrika
Elisabeth Domitien wurde 1975 zur Regierungschefin der Zentralafrikanischen Republik ernannt; sie amtierte bis 1976.
In Namibia wurden im Jahr 2016 rund 46 % der Sitze in der Nationalversammlung sowie im Kabinett Geingob I von Frauen eingenommen; Namibia lag damit weltweit auf dem 4. Platz.
In Ruanda waren 2018/2019 rund 61 % der Parlamentsabgeordneten Frauen, zu dem Zeitpunkt die höchste Quote weltweit.
Auch in Äthiopien sind Frauen seit 2018 stärker an der politischen Macht beteiligt: Sahle-Work Zewde ist die Präsidentin, und die Hälfte der Kabinettsmitglieder des Präsidenten Abiy Ahmed sind weiblich (Stand Oktober 2018).
In der tunesischen Hauptstadt Tunis wurde Souad Abderrahim 2018 als erste Bürgermeisterin gewählt.

### Amerika
Mehrere lateinamerikanische Staaten hatten bereits weibliche Präsidentinnen. Die ersten waren Isabel Perón in Argentinien (1974–1976) und Lidia Gueiler in Bolivien (1979–1980), die beide in Umbruchsituationen als Präsidentinnen eingesetzt wurden und später durch Militärputschs entmachtet wurden.
Die erste vom Volk gewählte Präsidentin war Violeta Chamorro in Nicaragua (1990–1996).

#### USA
In den Vereinigten Staaten erhielten Frauen auf Bundesebene 1920 das aktive und passive Wahlrecht. Auch hier waren die ersten Amtsträgerinnen oft durch familiäre Beziehungen in die Politik gekommen, so hatten sowohl die erste Senatorin Rebecca Ann Latimer Felton (1922) als auch die ersten Gouverneurinnen Nellie Tayloe Ross (Wyoming, 1925 bis 1927) und Miriam A. Ferguson (Texas, 1925 bis 1927 und 1933 bis 1935) ihre vorherigen Erfahrungen als Politikergattinnen gesammelt.
In das Repräsentantenhaus war mit Jeannette Rankin schon 1917 die erste Frau gewählt worden, als Frauen in manchen Bundesstaaten noch kein Wahlrecht hatten. Bereits 1933 nahm Präsident Roosevelt mit seiner Arbeitsministerin Frances Perkins erstmals eine Frau ins Kabinett auf. Mit Geraldine Ferraro wurde 1984 die erste Frau von einer der beiden großen Parteien als Vizepräsidentschaftskandidatin nominiert. 1997 wurde Madeleine Albright als erste Frau Außenministerin der USA.
Noch nie war eine Frau US-Präsidentin. Hillary Clinton, New Yorker Senatorin und frühere First Lady, kandidierte 2008 und 2016 für die Demokratische Partei. Sie unterlag jedoch in den Vorwahlen 2007 gegen Barack Obama und in der Präsidentschaftswahl 2016 gegen Donald Trump (obwohl sie die meisten Wählerstimmen hatte).

### Asien
Die weltweit erste gewählte Regierungschefin war Sirimavo Bandaraneike auf Sri Lanka (1960–1965), die nach dem Tod ihres Mannes S. W. R. D. Bandaranaike Ministerpräsidentin wurde. Sie wurde zweimal wiedergewählt: 1970–1977 und 1994–2000.
In Asien hatten schon ab Mitte des 20. Jahrhunderts in manchen Staaten Frauen nicht zuletzt aufgrund verwandtschaftlicher Beziehungen eine größere Chance auf hohe Regierungsämter: Neben Bandaraneike waren es Indira Gandhi in Indien (1966–1977 und 1980–1984), Benazir Bhutto in Pakistan (1988–1990 und 1993–1996) sowie Khaleda Zia in Bangladesch (1991–1996 und 2001–2006).
Auch Golda Meir in Israel (1969–1974) gehört zu den ersten Regierungschefinnen. Die Volksrepublik China hatte in den 1970er-Jahren mit Song Qingling ein weibliches Staatsoberhaupt.

### Australien und Ozeanien
Julia Gillard war von 2010 bis 2013 erste weibliche Regierungschefin Australiens.
Im Königreich Tonga sind Ende 2019 gar keine Frauen im Parlament vertreten.

## Frauen in Spitzenämtern
Im Folgenden werden vorsitzende Frauen der UNO-Vollversammlung sowie Parlamentschefinnen gelistet.

### Vereinte Nationen

Staaten, die ein weibliches Staatsoberhaupt oder eine Regierungschefin haben oder in der Vergangenheit hatten; Stand: Oktober 2022

Die Generalversammlung der Vereinten Nationen (UNO-Vollversammlung) tritt als Vollversammlung der Mitgliedstaaten der Vereinten Nationen jährlich im September am UN-Hauptquartier in New York City zusammen – insgesamt viermal wurde eine Frau von der Vollversammlung zur jährlichen Präsidentin gewählt (vergleiche die Liste der 74 Sitzungen):
| Name                           | Amtszeit  | Herkunft | Funktion                                |
| ------------------------------ | --------- | -------- | --------------------------------------- |
| Vijaya Lakshmi Pandit          | 1952–1953 | Indien   | Präsidentin der 08. UNO-Vollversammlung |
| Angie Brooks                   | 1969–1970 | Liberia  | Präsidentin der 24. UNO-Vollversammlung |
| Haya Rasched Al Chalifa        | 2006–2007 | Bahrain  | Präsidentin der 61. UNO-Vollversammlung |
| María Fernanda Espinosa Garcés | 2018–2019 | Ecuador  | Präsidentin der 73. UNO-Vollversammlung |

### Regierungschefinnen
Im September 2015 hatten 18 von 193 Staaten (9,3 %) ein weibliches Staatsoberhaupt oder eine Regierungschefin im Amt. Im Januar 2017 lebten von den 7,3 Mrd. Menschen rund 147 Mio. (2,0 %) in Staaten mit weiblichem Staatsoberhaupt und 487 Mio. (6,6 %) in Ländern mit weiblichen Staatsoberhäuptern oder Regierungschefin. Weiterführende Informationen:
- Liste weiblicher Staatsoberhäupter und Regierungschefs
- Liste von Herrscherinnen und Regentinnen
- Frauen als Vorsitzende einer deutschen Landesregierung

### Parlamentschefinnen
Die folgende Liste enthält eine Auswahl bekannter Parlamentspräsidentinnen oder weiblicher Vorsitzenden:
| Name                      | Amtszeit  | Herkunft                        | Funktion                                         |
| ------------------------- | --------- | ------------------------------- | ------------------------------------------------ |
| Annemarie Renger          | 1972–1976 | Bundesrepublik Deutschland      | Präsidentin des Bundestages                      |
| Rita Süssmuth             | 1988–1998 | Bundesrepublik Deutschland      | Präsidentin des Bundestages                      |
| Sabine Bergmann-Pohl      | 1990      | Deutsche Demokratische Republik | Präsidentin der Volkskammer                      |
| Betty Boothroyd           | 1992–2000 | Vereinigtes Königreich          | Speakerin des House of Commons                   |
| Kirsti Kolle Grøndahl     | 1993–2001 | Norwegen                        | Präsidentin des Storting                         |
| Ilga Kreituse             | 1995–1996 | Lettland                        | Vorsitzende von Saeima                           |
| Riitta Uosukainen         | 1999–2003 | Finnland                        | Präsidentin des finnischen Reichstags            |
| Nino Burdschanadse        | 2001–2008 | Georgien                        | Präsidentin des Parlaments Georgiens             |
| Ingrīda Ūdre              | 2002–2006 | Lettland                        | Vorsitzende von Saeima                           |
| Katalin Szili             | 2002–2009 | Ungarn                          | Präsidentin des ungarischen Parlaments           |
| Jozefina Topalli          | 2005–2013 | Albanien                        | Präsidentin des Kuvendi i Shqipërisë             |
| Barbara Prammer           | 2006–2014 | Österreich                      | Präsidentin des österreichischen Nationalrats    |
| Dalia Itzik               | 2006–2009 | Israel                          | Präsidentin der Knesset                          |
| Nancy Pelosi              | 2007–2011 | Vereinigte Staaten              | Speakerin des US-Repräsentantenhauses            |
| Ásta R. Jóhannesdóttir    | 2009–2013 | Island                          | Präsidentin des Althings                         |
| Zezka Zatschewa           | 2009–2013 | Bulgarien                       | Präsidentin der bulgarischen Nationalversammlung |
| Maria da Assunção Esteves | seit 2011 | Portugal                        | Präsidentin der Assembleia da República          |
| Anouchka van Miltenburg   | seit 2011 | Niederlande                     | Präsidentin der Zweiten Kammer                   |
| Britt Lundberg            | seit 2011 | finnische Provinz Åland         | Präsidentin von Lagting                          |
| Irena Degutienė           | 2009–2012 | Litauen                         | Vorsitzende von Seimas                           |
| Miroslava Němcová         | 2010–2013 | Tschechien                      | Präsidentin des Abgeordnetenhauses               |
| Solvita Āboltiņa          | seit 2010 | Lettland                        | Vorsitzende von Saeima                           |
| Ewa Kopacz                | 2011–2014 | Polen                           | Sejmmarschall                                    |
| Loreta Graužinienė        | seit 2013 | Litauen                         | Vorsitzende von Seimas                           |
| Sibel Siber               | seit 2013 | Türkische Republik Nordzypern   | Präsidentin der Versammlung der Republik         |
| Doris Bures               | 2014–2017 | Österreich                      | Präsidentin des österreichischen Nationalrats    |
| Zweta Karajantschewa      | seit 2017 | Bulgarien                       | Präsidentin der bulgarischen Nationalversammlung |
| Bärbel Bas                | seit 2021 | Bundesrepublik Deutschland      | Präsidentin des Bundestages                      |

### Sonstige
- Clara Zetkin (1857–1933), sozialistisch-kommunistische deutsche Politikerin, Friedensaktivistin und Frauenrechtlerin
- Rosa Luxemburg (1871–1919), einflussreiche Vertreterin der europäischen Arbeiterbewegung, des Marxismus und des Antimilitarismus
- Gertrud Bäumer (1873–1954), deutsche Frauenrechtlerin und Politikerin
- Hildegard Hamm-Brücher (1921–2016), deutsche Politikerin
- Annemarie Renger (1919–2008), deutsche Politikerin der SPD
- Nancy Pelosi (* 1940), US-amerikanische Politikerin der Demokratischen Partei